# Эль-Триунфо (Табаско)
Эль-Триунфо (исп. El Triunfo) — небольшой город в Мексике, в штате Табаско, входит в состав муниципалитета Баланкан. Численность населения, по данным переписи 2020 года, составила 5670 человек.

## Общие сведения
Название El Triunfo с испанского языка можно перевести как: триумфальный.
В 1938 году был разбит лагерь рабочих, строивших железную дорогу, вблизи от рабочего посёлка Виа-ла-Луча, где добывался каучук.
В 1942 году пути были проложены, и оба поселения были перенесены в место, где сейчас расположен Эль-Триунфо.
Началось строительство железнодорожной станции, а в мае 1950 года было запущено движение по железной дороге Коацакоалькос — Мерида. Это способствовало развитию и расширению поселения.
Эль-Триунфо расположен в 50 км восточнее муниципального центра, города Баланкан, и в 210 км восточнее столицы штата, города Вильяэрмоса.
Все городские дороги заасфальтированы, имеется торговый рынок, везде проведено электричество, водопровод и канализация, осуществляется вывоз мусора. Также развита и социальная сфера с больницей, детским садом, школой и полицией. Осуществляется маршрутное сообщение с другими населёнными пунктами автобусами и такси.

## Фотографии

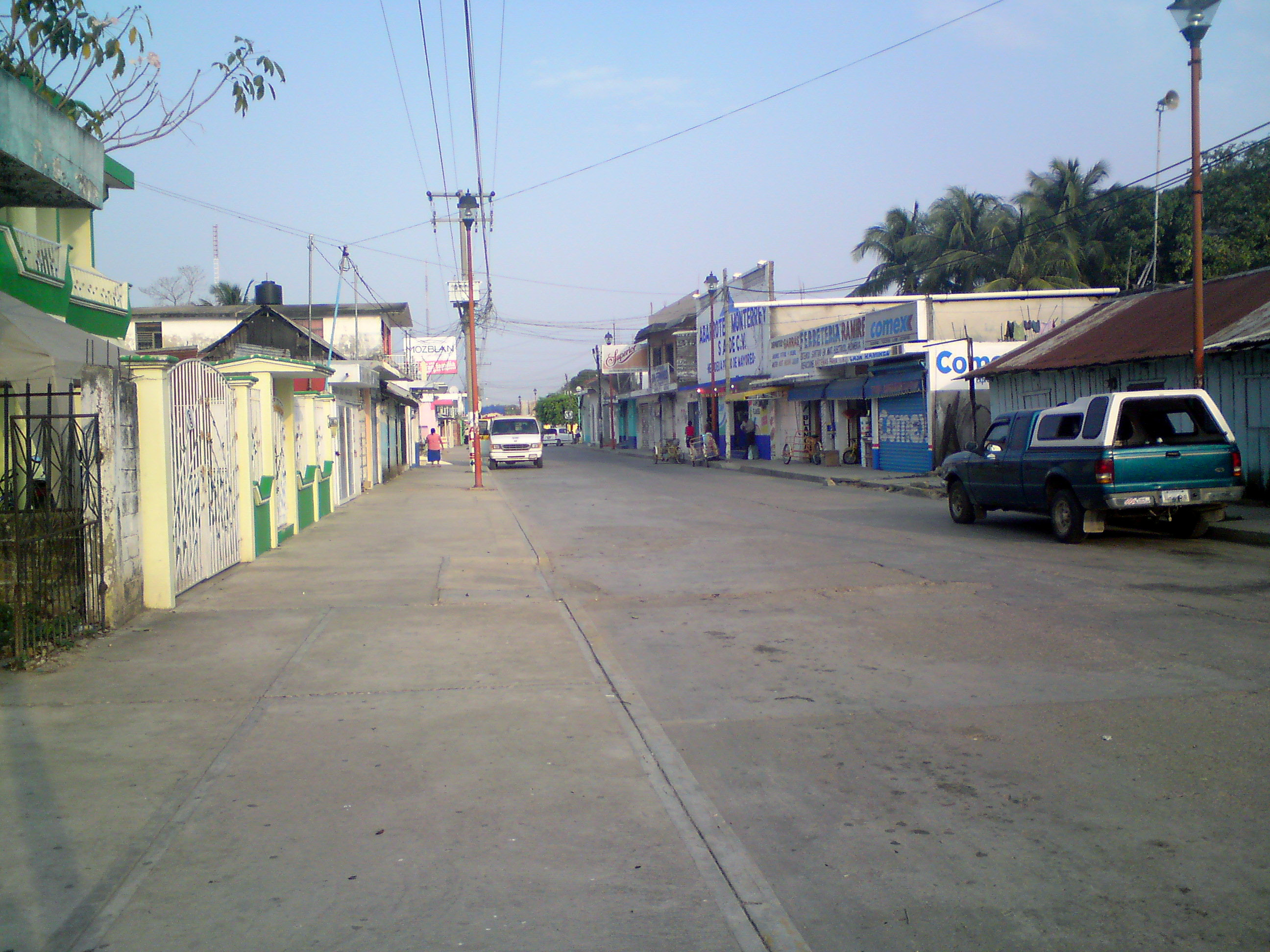
Улица Порфирио Диаса
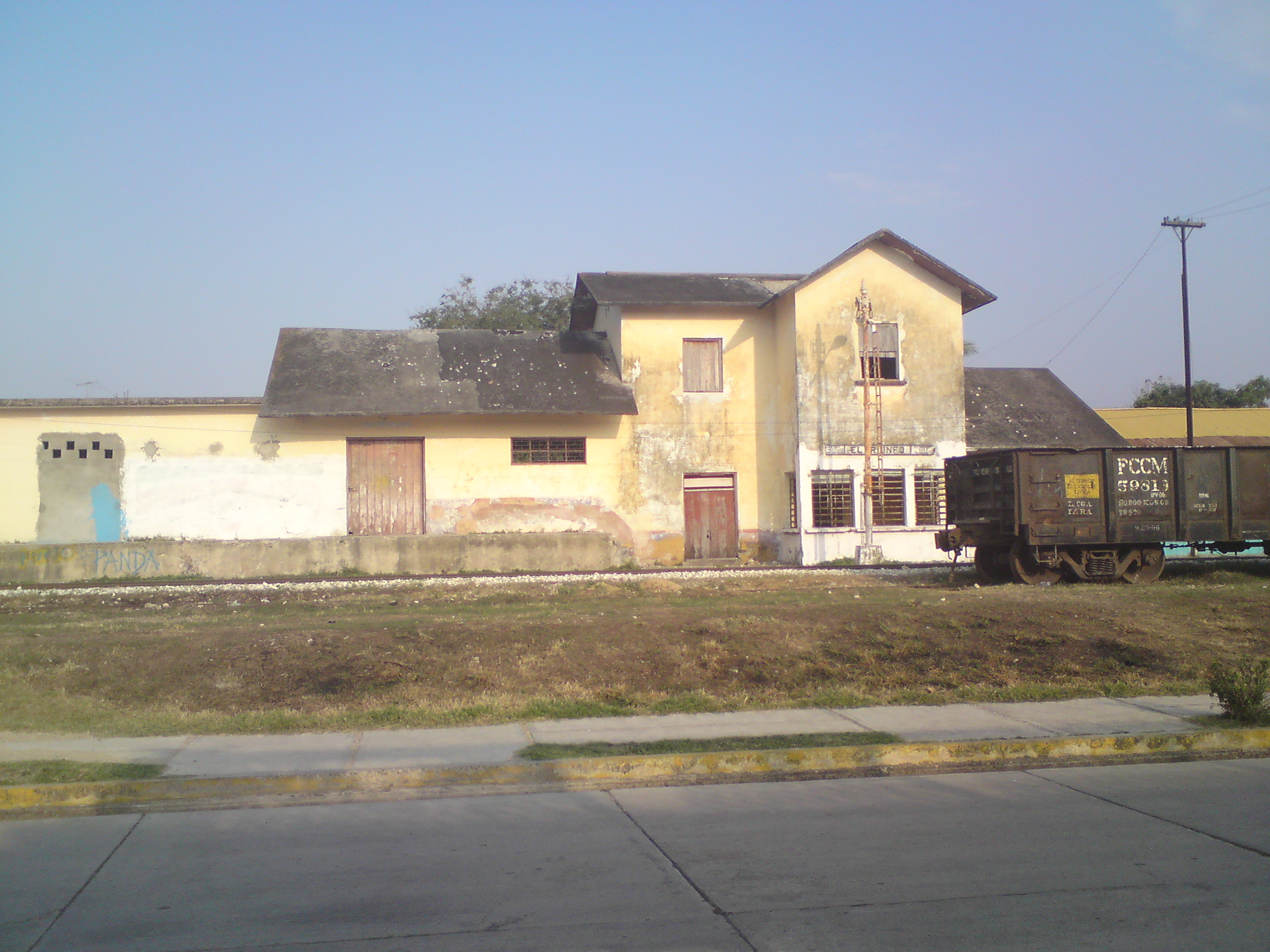
Ж/д станция
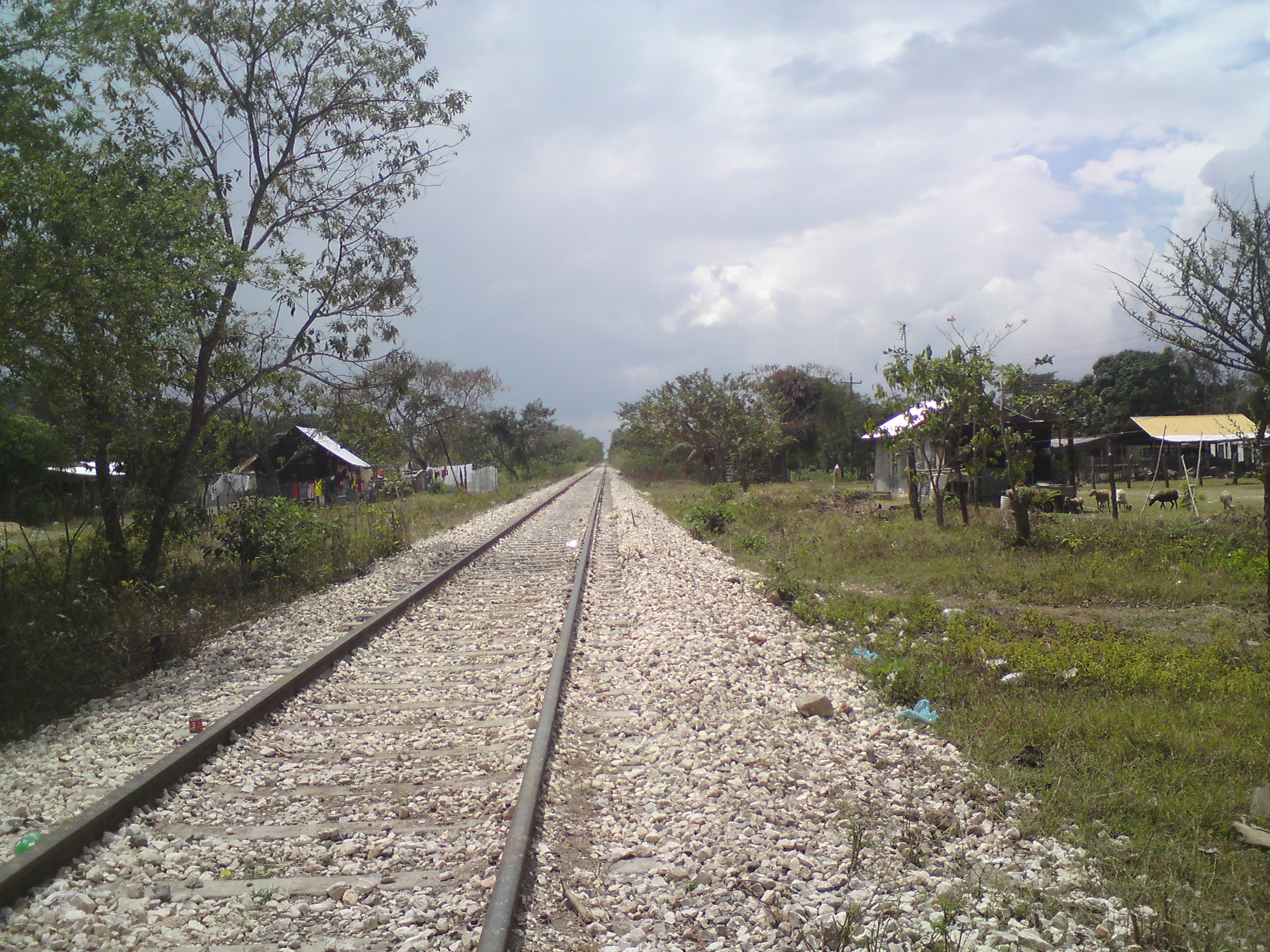
Ж/д путь

## Население
| Год  | Численность | Численность |
| ---- | ----------- | ----------- |
| 2000 | 5528        | [ 6 ]       |
| 2005 | 5117        | [ 7 ]       |
| 2010 | 5627        | [ 8 ]       |
| 2020 | 5670        | [ 9 ]       |